# Полски ковачи
По̀лски кова̀чи, ско̀клювци (Elateridae) – семейство бръмбари с описани около 10 000 вида, разделени в 400 рода, от целия свят. В България се срещат около 170 вида. Названието им произтича от способността им да подскачат чрез своеобразен механизъм на гърдичките, при което се издава и щракащ (оприличен на „ковашки“) звук. Чрез това действие се спасяват при опасност или се обръщат върху крачката си ако са били по гръб. Ларвите им понякога се наричат телени червеи заради тънкото им, издължено и твърдо (слеротизирано) тяло.

## Външен вид

### Имаго
Външният вид на ковачите е доста характерен и не варира много сред различните видове. Тялото е издължено, елитрите са успоредни, но стеснени към края. Срещат се в различни цветове, най-често в черно и кафяво. Могат да имат метален отблясък или космици.

#### Антенки
Антенките почти винаги са с 11 членчета (12 при Pseudotetralobus и Wardulupicola). Най-често трионовидни до гребенести, понякога нишковидни или пластинчати. Скапусът значително по-дълъг от следващото членче.

#### Гърди
За разлика от повечето бръмбари, преднегръда на скоклювците е подвижно съчленен със среднегръда. Страните на преднегръба са повече или по-малко заоблени, а задните му ъгли са силно издължени във вид на шипчета. Задните ъгли често имат и изразен кил (carina, издаден ръб), който продължава и напред по преднегръба при Pseudotetralobus. Задният ръб на преднегръба е с разнообразна форма.
Прещракващият механизъм за скачане се образува от силно издължена част („зацепка“) на простернума, която влиза (зацепва се) в жлебче на следващия стернит (мезостернума). Когато скоклюто напрегне мускулите си за да се „прегърби“, зацепката попречва това да стане, докато не приложи достатъчно сила. Когато се насъбере достатъчно напрежение, зацепката изведнъж се освобождава (прещраква), влизайки в кухината на мезостернума. Така, подвижното съчленение между преднегръда и среднегръда рязко се свива. При това рязко движение, бръмбарът се отблъсква от субстрата и се приземява или върху крачката си или върху гърба си.

#### Крила и елитри
Елитрите имат по 9 пунктирани браздички, рядко има и много къса десета бразда. Почти винаги покриват изцяло коремчето.
Задните криле обикновено са развити и функционални, рядко липсват. Имат апикално поле с 0-3 склерита.

### Ларва
Ларвата е издължена и тясна, цилиндрична или слабо сплесната. Външната обвивка обикновено е силно склеротирирана. Дължината на възрастната ларва достига 10-60 mm.
Главата е клиновидна, с насочен напред устен апарат. Обикновено липсват прости очички, но понякога с по едно до шест от всяка страна. Антенките са къси с по 3 сегмента.
Крачката са къси и набити.
Коремчето е от 10 сегмента. Тергит 9 е различно модифициран - с издатини, шипчета, ямички или чифт урогомфи. Стернит 9 понякога с напречен кил или чифт кукички отстрани.

## Жизнен цикъл и поведение
Ларвата преминава през 3-5 възрасти отнемащи 1-3 години. Какавидния стадий трае 1-3 седмици. Презимуват като имаго или ларва, в земята, под кората на дървета или в гниеща дървесина.
Ларвите обитават почвата или разлагаща се дървесина. Повечето са опортюнистични хищници хранещи се с дребни безгръбначни. Дървесните видове могат да се хранят и с различни гъби като миксомицети. Някои от почвените видове се хранят с подземните части на растенията и могат да нанесат вреди на селскостопанските култури. Ларвите поемат само течности и смилат храната извънтелесно като инжектират смилателен сок в жертвата си.
Имагото се среща сред листната покривка, под кората на дърветата, по цветове и др. Повечето летят добре. Хранят се с листни и щитоносни въшки и отделяната от тях мана, презрели и гниещи плодове, нектар, цветен прашец, цветни части, плодни тела на торбести гъби, изтичащ флоемен сок и със сока на извънцветни нектарници и жлезисти трихоми.

## Биолуминесценция
Повечето членове на трибуса Pyrophorini могат да излъчват светлина. Имагото има чифтен биолуминесцентен орган в гърдите и допълнително петно по средата, в основата на коремчето, които луминесцират. Ритъмът на светене вероятно играе роля при намирането и разпознаването на потенциални партньори.